# Útikönyv a szerelemhez
Az Útikönyv a szerelemhez (eredeti cím: A Tourist's Guide to Love) 2023-ban bemutatott amerikai romantikus filmvígjáték, amelyet Steven K. Tsuchida rendezett. A főbb szerepekben Rachael Leigh Cook, Scott Ly, Missi Pyle, Ben Feldman és Glynn Sweet látható.
Amerikában és Magyarországon 2023. április 21-én mutatták be a Netflixen.

## Cselekmény
Amanda Riley, a turista utazási szakember titkos küldetésre vállalkozik, hogy betekintést nyerjen a vietnami turisztikai ágazatba, miután ötéves kapcsolata Johnnal váratlanul véget ér. Főnöke, Mona meggyőzi, hogy menjen el egy manikűröshöz, mert azt hiszi, hogy ez lesz a lánykérés, a férfi azonban azt javasolja, hogy tartsanak szünetet, mert Ohioban vállalt állást. A vietnámi repülőtéren Sinh, a Saigon Silver Star idegenvezetője és unokatestvére, Anh, a tulajdonos lánya várja. Este találkozik a többi utazóval. Hogy titokban tartsa az utazás célját, Amanda azt javasolja, hogy egyfajta játékként ne fedjék fel a foglalkozásukat.
Mona rengeteg anyagot és útvonaljavaslatot adott Amandának, amit Sinh következetesen elutasított. Ragaszkodik hozzá, hogy a nő bízzon az ő döntéseiben. Amanda elkezd kilépni a komfortzónájából azzal, hogy megpróbál cserekereskedni, egzotikus ételeket kóstol, és megtanul átkelni egy forgalmas utcán zebra nélkül. Sinh látja, hogy Amanda alulértékeli magát, és úgy véli, hogy ahelyett, hogy szigorú útitervet próbálnának követni, legyenek rugalmasak, és nézzék meg, merre viszi őket a nap. Nagyra értékeli az impulzivitást és azt, hogy a pillanattal haladjon. Egy templomnál Sinh megmozgat néhány szálat, hogy a csoportjuk megnézhesse a vietnami holdújév ünnepére, a Tết-re való oroszlántánc előkészületeit. Egy varrónőnél a csoport ruhákat készíttet magának, mivel Tết-en szokás valami új, élénk színű ruhát viselni, hogy szerencsét és jólétet hívjanak. Amíg a többiek vacsora előtt pihennek, Sinh elviszi Amandát egy apró, fényes papírlámpásokkal díszített utcácskába. Ott elmondja, hogy gyerekkorában az Egyesült Államokba költözött, de a főiskola után visszatért. Sinh először az apja éttermében dolgozott, de miután segített a nagybátyjának, és felfedezte a hivatását, idegenvezető lett.
A vízparton töltött napot élvezve Sinh és Amanda kipróbálnak egy csónakot, de végül beleesnek vízbe. Nem sokkal később Anh közli a rossz hírt, hogy a Golden Bridge-re szóló jegyek beszerzése órákig tartana, így Sinh ismét improvizál. Elmennek a Mỹ Sơn szentélyhez, hindu romokhoz, amelyek több mint ezer éve épültek. Mivel Amanda ihletet érez, Sinh elviszi őket a kitaposott útról a nagymamája falujába. Ott a helyiek házában szállnak meg, és a nagymamája, aki érzi a közte és Amanda között lévő kémiát, meghívja őt az övéihez. A csoport segít a Tết előkészületeiben takarítással, díszítéssel és lakoma előkészítésével. Anh tolmácsol a nagymamájuknak, hogy megkérdezhesse Amandát, mik a szándékai Sinh-sel. A lány nyilvánvalóan érdeklődést mutat iránta, de ragaszkodik hozzá, hogy csak barátok akarnak maradni. A nagymama azt mondja, hogy nem hisz neki, és elmegy. Anh marad, és elmondja Amandának, hogy az apja eladja a céget, de Sinh még nem tudja.
Sinh korán meglátogatja Amandát, és mindenki segít a lakoma elkészítésében. A speciálisan készített ruhákat viselve a régi és az új kötelékek is szorosabbá válnak. Amanda éppen el akarja mondani Sinhnek, hogy mi a célja az utazással, de ehelyett megcsókolják egymást. Másnap Hanoiba érkezve John meglepi őket. Bejelenti, hogy azért jött, hogy visszahódítsa Amandát, Sinh és a lány is lesújtottan néznek. Kettesben maradva John elmondja neki, hogy készen áll a kapcsolatuk tovább lépésére. Amanda felhívja Monát, hogy elmondja neki, hogy akaratlanul is szerelmi háromszögben került, a kényelmes Johnnal és a kalandvágyó és izgalmas Sinh-val.
Az aznap esti vízibáb-előadáson Sinh mogorván ül Amanda egyik oldalán, míg John a másikon. Miközben a csoport kint ül, és vidáman csevegnek az előadásról, valamint utcai árusok ételeit fogyasztják, Anh megtudja, hogy a Tourista felvásárolta az utazásszervező céget. John gratulál Amandának, így kénytelen bevallani a részvételét. Sinh feldúltan elkezd elviharzani, Amanda pedig követi, de ő elhiszi, hogy az egész hazugság volt. Másnap John közli Amandával, hogy év végén visszamegy Los Angelesbe. A nő rájön, hogy a férfi nem igazán motivált, hogy feleségül vegye, csak a kedvében akar járni. Amanda rájön, hogy már nem akarja, és elköszön tőle. Közben az unokatestvérek kibékülnek, és Sinh úgy dönt, hogy elutazik, hogy kiszellőztesse a fejét az apjánál. Amikor Amanda rájön, Anh segít neki átkelni a városon, hogy megakadályozza a férfi távozását és bevallja az érzéseit.

## Szereplők
| Szerep       | Színész              | Magyar hang        |
| ------------ | -------------------- | ------------------ |
| Amanda Riley | Rachael Leigh Cook   | Nemes Takách Kata  |
| Sinh Thach   | Scott Ly             | Sándor Péter       |
| John         | Ben Feldman          | Szatory Dávid      |
| Mona         | Missi Pyle           | Csere Ágnes        |
| Glynn Sweet  | Brian Conway         | Beregi Péter       |
| Maya Conway  | Alexa Povah          | Menszátor Magdolna |
| Sam Gonville | Jacqueline Correa    | Koncz-Kiss Anikó   |
| Dom Fisher   | Nondumiso Tembe      | Ősi Ildikó         |
| Alex         | Andrew Barth Feldman | Czető Ádám         |
| Anh          | Quinn Trúc Trần      | Staub Viktória     |
| Ba Noi       | Lê Thiện             | Bessenyei Emma     |

### Magyar változat
- Magyar szöveg: Pallinger Emőke
- Hangmérnök: Házi Sándor
- Vágó: Böhm Gergely
- Gyártásvezető: Újréti Zsuzsa
- Szinkronrendező: Csere Ágnes
- Produkciós vezető: Felföldi Anna

A szinkront az Iyuno Hungary készítette el.

## A film készítése
2021 áprilisában a Variety arról számolt be, hogy Rachael Leigh Cook lesz a főszereplője és producere a filmneke, amely az ő eredeti ötletén alapul, a forgatókönyvet pedig Eirene Tran Donohue írja.
A forgatás 2022 áprilisában kezdődött Vietnám különböző városaiban, így Ho Si Minh-városban, Đà Nẵngban, Hội Anban, Hanoiban és Hà Giangban zajlott.